# Žarko Paspalj
Žarko Paspalj (kyrillisch Жарко Паспаљ; * 27. März 1966 in Pljevlja, Jugoslawien) ist ein ehemaliger serbischer Basketballspieler. Er war als Spieler Welt- und Europameister.

## Karriere
Paspalj stammt wie Bogdan Tanjević aus Pljevlja. Im Alter von zehn Jahren zog er mit seiner Familie nach Podgorica und spielte Basketball im Nachwuchsbereich des Vereins KK Budućnost. Im Juli 1983 wurde er mit Jugoslawiens Auswahl in Ludwigsburg Kadetteneuropameister, Paspalj war mit 14,6 Punkten je Begegnung zweitbester Korbschütze der Mannschaft.
In der Saison 1983/84 wurde Paspalj in Podgorica erstmals in der ersten jugoslawischen Liga eingesetzt. 1986 stand er kurz vor einem Wechsel zu KK Bosna Sarajevo, landete dann doch bei Partizan Belgrad und wurde dort Mannschaftskamerad von Aleksandar Đorđević, Vlade Divac, Ivo Nakić und Željko Obradović. Mit Partizan gewann er im Frühjahr 1987 unter Trainer Duško Vujošević die jugoslawische Meisterschaft. Im Juni 1987 nahm Paspalj mit der Herrenauswahl an seiner ersten Europameisterschaft teil. Er gewann mit der Mannschaft Bronze.
Auf Vereinsebene erreichte er mit Partizan 1988 das Halbfinale im Europapokal der Landesmeister, nach dem Ausscheiden gewann man das Spiel um den dritten Platz. Bei den Olympischen Sommerspielen 1988 gehörte Paspalj zur jugoslawischen Mannschaft, die die Silbermedaille holte. 1989 gewann er mit Partizan den Korać-Cup, Paspalj war im entscheidenden zweiten Endspiel gegen Cantù mit 22 Punkten zweitbester Belgrader Korbschütze hinter Divac.
1989 wurde er Europameister. Zum Gewinn des EM-Titels trug Paspalj als drittbester Korbschütze der Jugoslawen (hinter Dražen Petrović und Dino Rađa) 13,4 Punkte je Begegnung bei, betreut wurde die Mannschaft von Trainer Dušan Ivković. Im Sommer 1989 unterschrieb er einen Vertrag bei der NBA-Mannschaft San Antonio Spurs. Paspalj wurde der erste in einem europäischen Land geborene Spieler, der für San Antonio zum Einsatz kam, ohne zuvor auf Hochschulebene in den Vereinigten Staaten gespielt zu haben. Auf seiner Position hatte er bei den Texaner aber Sean Elliott vor sich, an dem er nicht vorbei kam. Paspalj wurde in 28 NBA-Spielen eingesetzt, erhielt je Begegnung im Schnitt 6,5 Minuten Einsatzzeit und erzielte 2,6 Punkte pro Partie. Sein Punkthöchstwert in der Liga waren 13 im Januar 1990 gegen die Denver Nuggets. Er ging noch während der Saison 1989/90 zu Partizan Belgrad zurück.
1990 folgte der Gewinn der Weltmeisterschaft, er erzielte im WM-Verlauf 13 Punkte je Begegnung. Im Sommer 1991 bestritt die Generation um Paspalj, Predrag Danilović, Toni Kukoč, Divac und Đorđević ihr letztes großes Turnier vor dem Zerfall Jugoslawiens und wurde ein weiteres Mal Europameister. Auf Vereinsebene spielte er ab 1991 bei Olympiakos Piräus. Dort erzielte er während der Saison 1991/92 im Schnitt 33,7 Punkte je Begegnung und verbuchte den Ligabestwert, er wurde mit Piräus griechischer Vizemeister. In der Saison 1992/93 führte er die Mannschaft zum Gewinn des Meistertitels. 1994 stand er mit Piräus im Endspiel des Europapokals der Landesmeister. Man verlor gegen Joventut de Badalona, Paspalj wurde in der Partie zur tragischen Figur, als er kurz vor Schluss zwei Freiwürfe vergab und danach mit einem Fehlwurf den Ausgleich und damit den Gang in die Verlängerung verpasste.
1994 wechselte er von Olympiakos Piräus ausgerechnet zum Erzrivalen Panathinaikos Athen. Im Halbfinale des Europapokals der Landesmeister kam es im April 1995 zum Aufeinandertreffen der beiden Mannschaften, Paspalj und Panathinaikos verloren. 1995 wurde er mit Jugoslawien Europameister, wieder unter der Leitung von Trainer Ivković.
Nach einem Jahr bei Panionios Athen unter Trainer Ivković (1995/96) spielte Paspalj bei den Olympischen Sommerspielen 1996 in Atlanta für Jugoslawien. Insbesondere durch seine Leistung im Endspiel gegen die Vereinigten Staaten, in dem er 19 Punkte erzielte, mit seiner Mannschaft aber dennoch deutlich verlor, brachte er sich wieder in der NBA ins Gespräch. Er wurde von den Atlanta Hawks zum Probetraining eingeladen. Da ihm von Atlanta aber kein fester Vertrag für die Saison 1996/97 angeboten wurde, wechselte er lieber zum französischen Hauptstadtverein PSG Racing. Er bestritt neun Ligaspiele für die Pariser (12,1 Punkte/Spiel), ehe es zur Trennung kam. Zum Abschluss seiner Karriere spielte Paspalj 1997/98 bei Aris Thessaloniki, gewann mit der Mannschaft in der Saison 1997/98 den griechischen Pokalwettbewerb und 1998/99 bei Kinder Bologna in Italien.
Von 2003 bis 2005 war er Direktor der jugoslawischen Nationalmannschaft.
2009 übernahm er beim Serbischen Olympischen Komitee unter Präsident Vlade Divac das Amt des stellvertretenden Vorsitzenden.

## Spielstil
Linkshänder Paspalj zeichneten ein guter Wurf und großes Spielverständnis aus, das sich unter anderem in gutem Passspiel ausdrückte.

## Herzprobleme
Žarko Paspalj hatte während seiner aktiven Jahre in Griechenland eine bis dato einzigartige Zusatzklausel in seinen Spieler-Verträgen bei Olympiakos Piräus und Panathinaikos Athen erwirken können. Als bekennender Kettenraucher (3-4 Schachteln pro Tag) konnte und durfte er jederzeit während des Spiels (Auszeiten und selbst eingeholte Spielerwechsel) in die Kabine verschwinden, um seiner Nikotinsucht zu frönen. Damalige Kontrahenten wunderten sich auf dem Spielfeld immer über seinen nach einem vollen Aschenbecher riechenden Geruch.
Im März 2001 erlitt Paspalj einen schweren Herzinfarkt beim Fußballspielen in Athen und wurde für einige Wochen im Hospital behandelt. Er erlitt einen zweiten Herzinfarkt im Juli 2001. In einer Diskussion in dem serbischen Fernsehprogramm RTS sagte Paspalj jedoch, zwei Herzinfarkte seien nicht genug, um ihn vom Rauchen abzuhalten oder zu einer kompletten Änderung seines Lebensstils zu bewegen.

## Erfolge
- Silbermedaille bei Olympischen Spielen: 1988, 1996
- Weltmeister: 1990
- Europameister: 1989, 1991, 1995
- Bronzemedaille bei Europameisterschaften: 1987
- Kadetteneuropameister 1983
- Korać-Cup-Sieger 1989
- Griechischer Meister 1993
- Jugoslawischer Meister 1987